# Wólka Bodzechowska
Wólka Bodzechowska est une localité polonaise de la gmina de Bodzechów, située dans le powiat d'Ostrowiec en voïvodie de Sainte-Croix.